# Ylä-Korppinen
Ylä-Korppinen är en sjö i kommunen Nyslott i landskapet Södra Savolax i Finland. Sjön ligger 84,4 meter över havet. Arean är 55 hektar och strandlinjen är 4,19 kilometer lång. Sjön  ingår i Vuoksens huvudavrinningsområde.   Den ligger omkring 100 kilometer öster om S:t Michel och omkring 300 kilometer nordöst om Helsingfors. 